# Podul Osman Gazi
Podul Osman Gazi (în turcă Osman Gazi Köprüsü) este un pod suspendat care se întinde pe Golful Izmit în cel mai îngust punct, 2.620 m (8.600 ft). Podul leagă orașul turc Gebze de provincia Yalova și transportă autostrada O-5 peste golf.
Podul a fost deschis la 1 iulie 2016 pentru a deveni cel mai lung pod suspendat din Turcia și cel de-al patrulea cel mai lung (al șaselea cel mai lung din 2021) pod suspendat din lume, prin lungimea deschiderii sale centrale (travee).
Lungimea podului este depășită de Podul Çanakkale 1915, în construcție peste strâmtoarea Dardanele și a devenit cel mai lung pod suspendat din lume la finalizarea programată pentru 2022.